# Aristolochia davilae
Aristolochia davilae là một loài thực vật có hoa trong họ Aristolochiaceae. Loài này được Calzada, J.G.Flores & O.Téllez mô tả khoa học đầu tiên năm 1997.